# Малі Голоби
Малі́ Голо́би — село в Україні, у Камінь-Каширській громаді Камінь-Каширського району Волинської області. Населення становить 291 особу.

## Географія
Село розташоване на лівому берехі річки Коростянки.

## Історія
У 1906 році село Камінь-Каширської волості Ковельського повіту Волинської губернії. Відстань від повітового міста 62 верст, від волості 15. Дворів 33, мешканців 223.

## Населення
Згідно з переписом УРСР 1989 року чисельність наявного населення села становила 300 осіб, з яких 142 чоловіки та 158 жінок.
За переписом населення України 2001 року в селі мешкало 287 осіб.

### Мова
Розподіл населення за рідною мовою за даними перепису 2001 року:
| Мова       | Відсоток |
| ---------- | -------- |
| українська | 99,66 %  |
| російська  | 0,34 %   |